# Callisina
Callisina là một chi bọ cánh cứng trong họ Chrysomelidae.
Chi này được Baly miêu tả khoa học năm 1860.

## Các loài
Các loài trong chi này gồm:
- Callisina fulva Medvedev, 2004
- Callisina rufa Tang, 1992